# Большая предместная синагога (Львов)

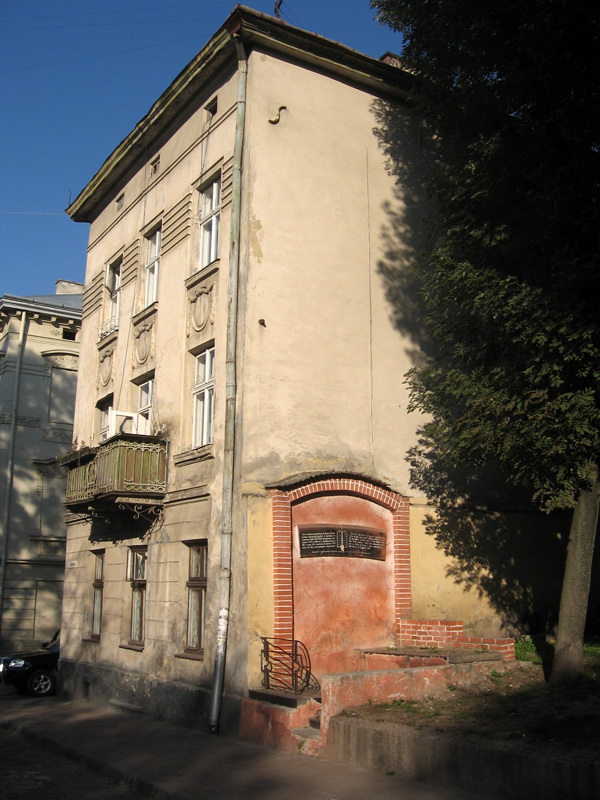
Памятный знак на месте взорванной Большой предместной синагоги

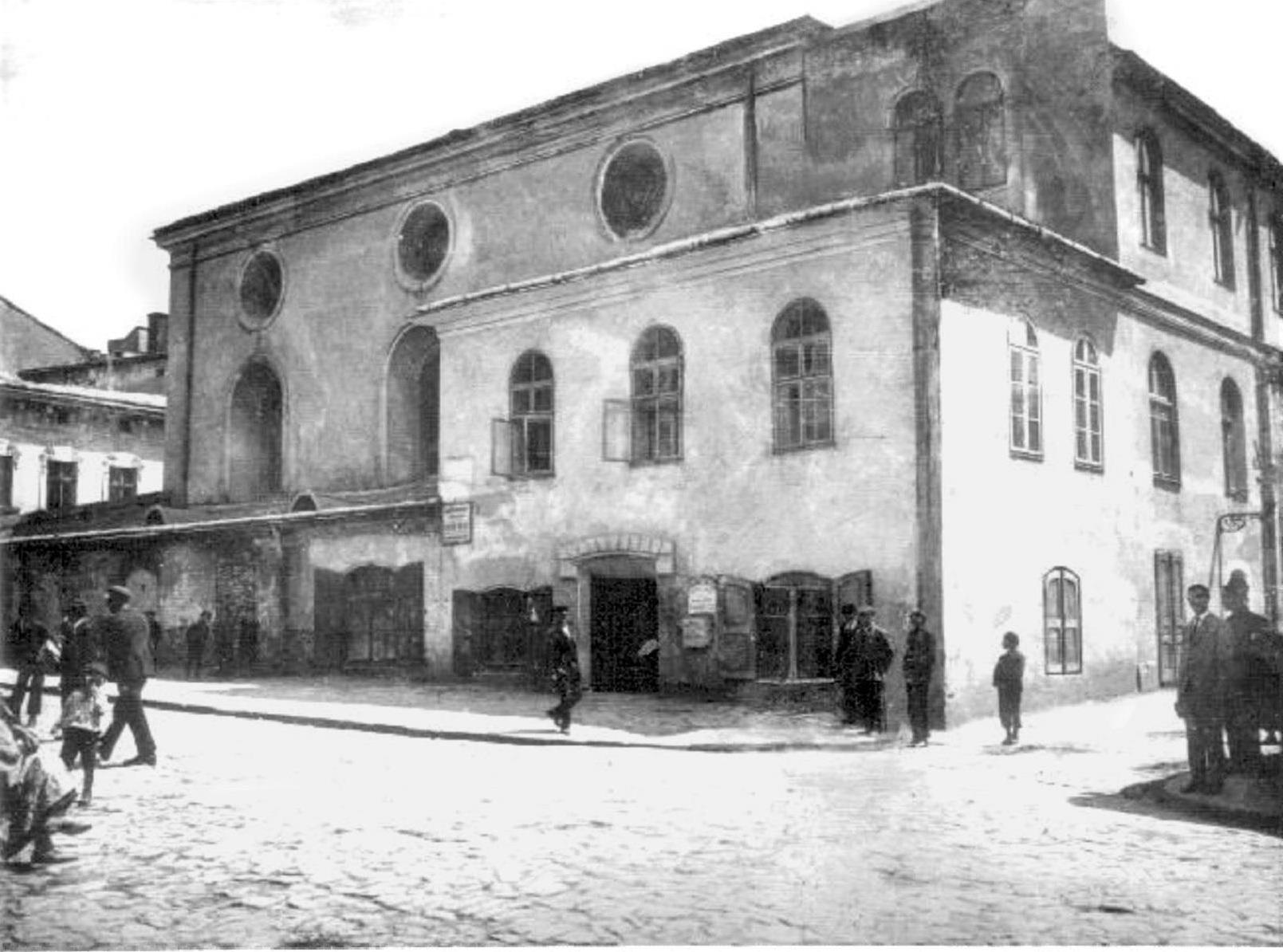
Большая предместная синагога, 1900

Больша́я предме́стная синаго́га — культовое иудейское сооружение во Львове (Украина), уничтоженное в годы Великой Отечественной войны. Синагога была расположена на Краковском предместье (откуда получила своё название), на улице Божничей, 16 (современное название — Сянская). После разрушения синагога не отстраивалась, на её месте устроен сквер.

## История
Синагога была построена в 1624—1630 годах. Долгое время она оставалась единственным каменным сооружением в округе. Её строительство было приурочено также и к оборонным целям и ознаменовало новый этап в развитии девятипольной схемы строительства синагог в Галиции. Опоры и арки в этой синагоге поделили перекрытие на девять практически равных полей. Расположение опор позволило избежать недостатков ранних девятипольных синагог, где бима была слишком изолирована массивными каменными опорами. Возможным автором синагоги был Джакомо Мадлена, львовский цеховой мастер, который работал также в Остроге.
Историк архитектуры Сергей Кравцов прослеживает в облике этой синагоги влияние изображений Иерусалимского Храма, опубликованным иезуитом Juan Bautista Villalpando в 1604 году.
В 1798 году к основному объёму были пристроены два отделения для женщин с южной и северной стороны.
В нижней части к синагоге были пристроены также цеховые синагоги:
- Менакрим — для резников,
- Зовхе Цедек — для резников,
- Хайутитим Хдалим — для портных,
- Цийерим — для маляров,
- Меламдим — для учителей хедеров.

Синагога была уничтожена немецкими оккупантами в 1941 году. После войны не восстановлена.

## Галерея

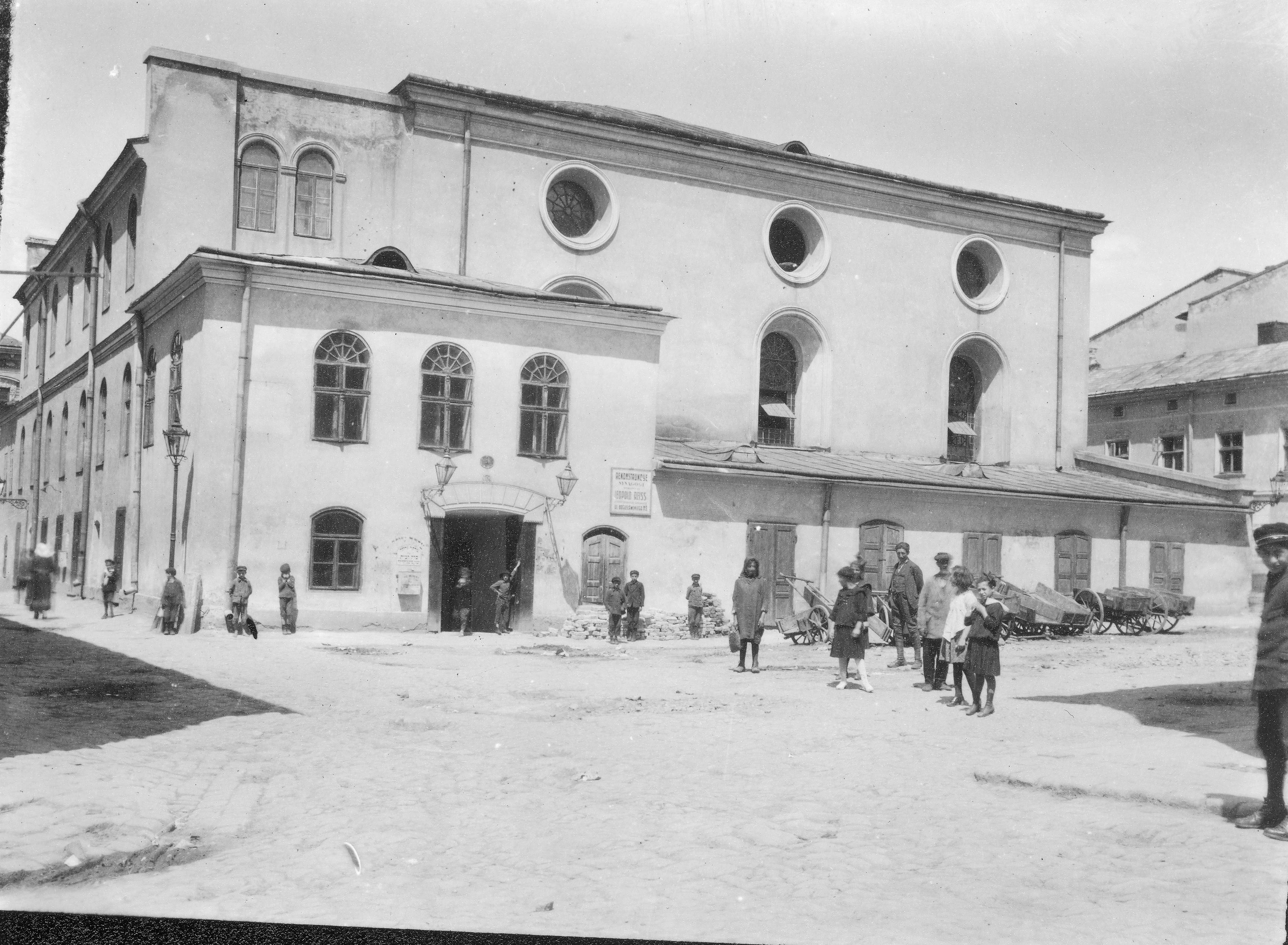
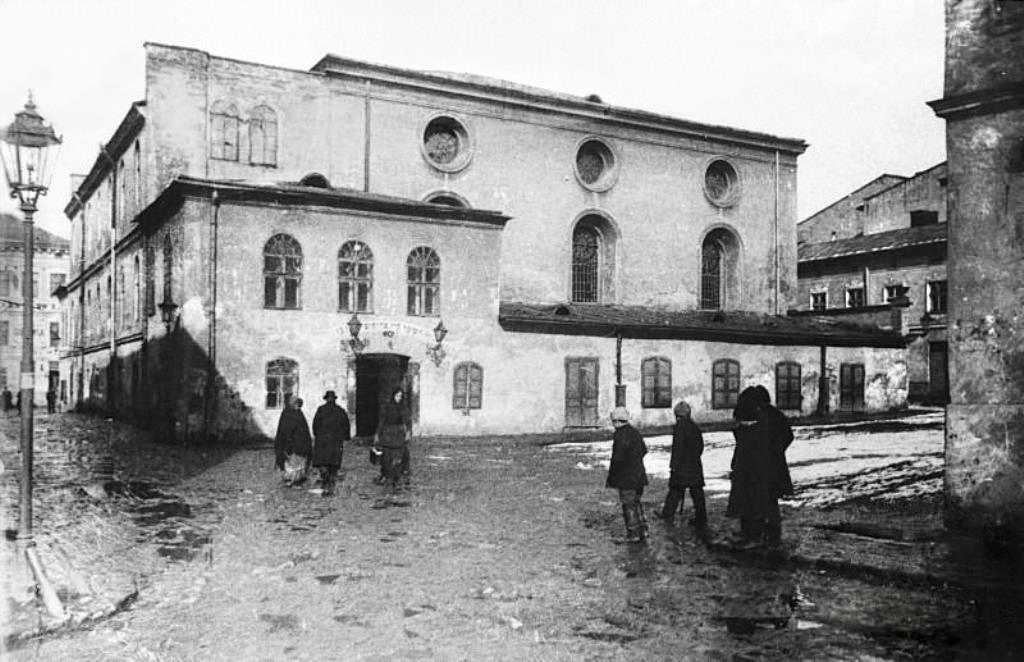
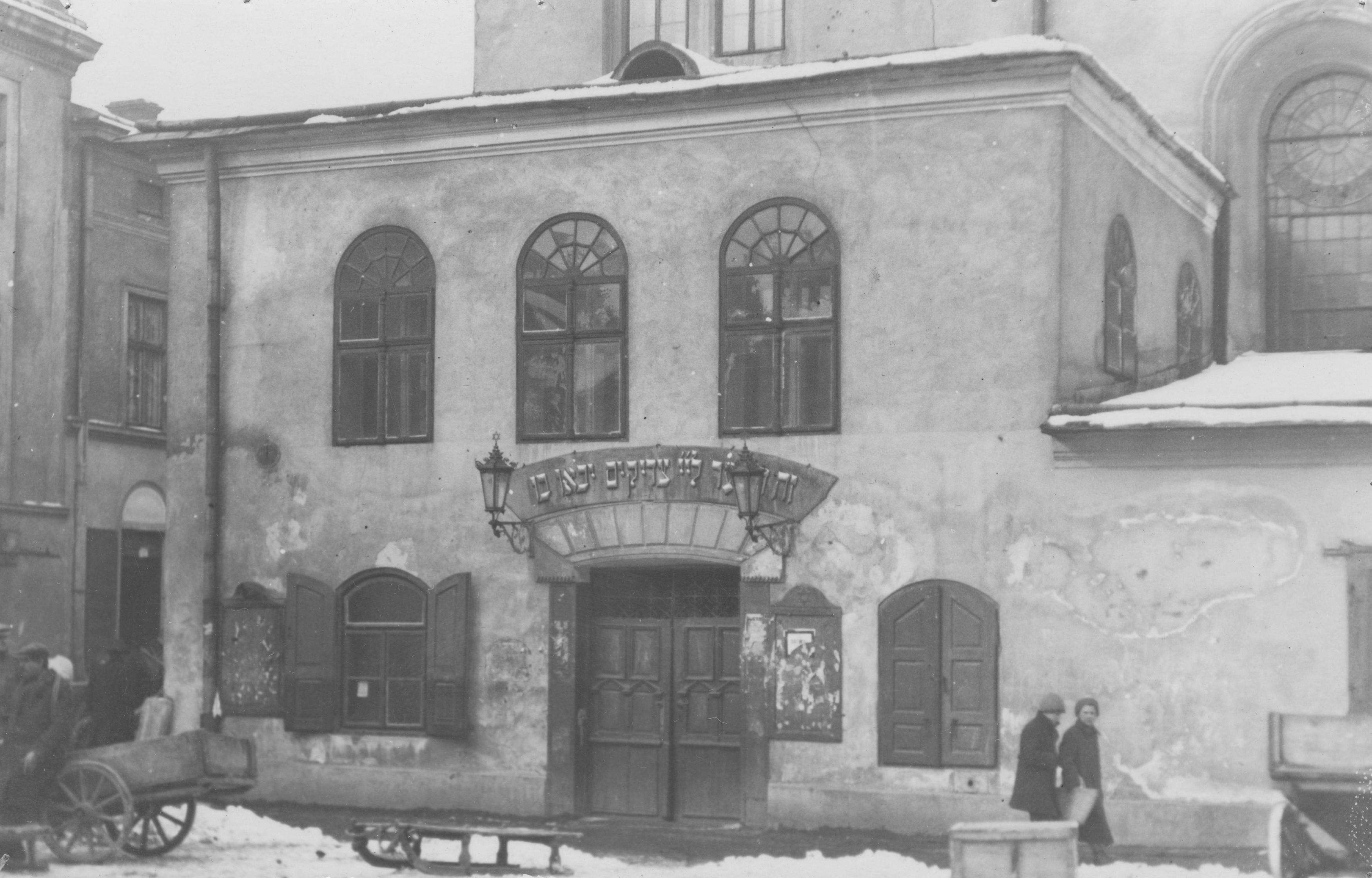
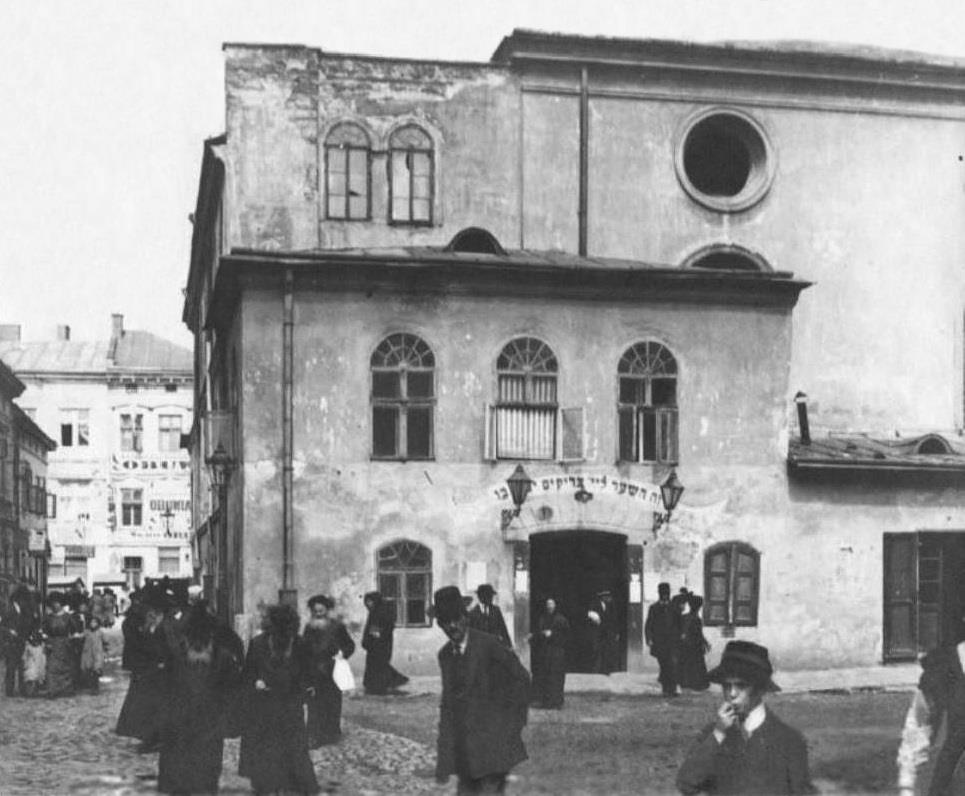
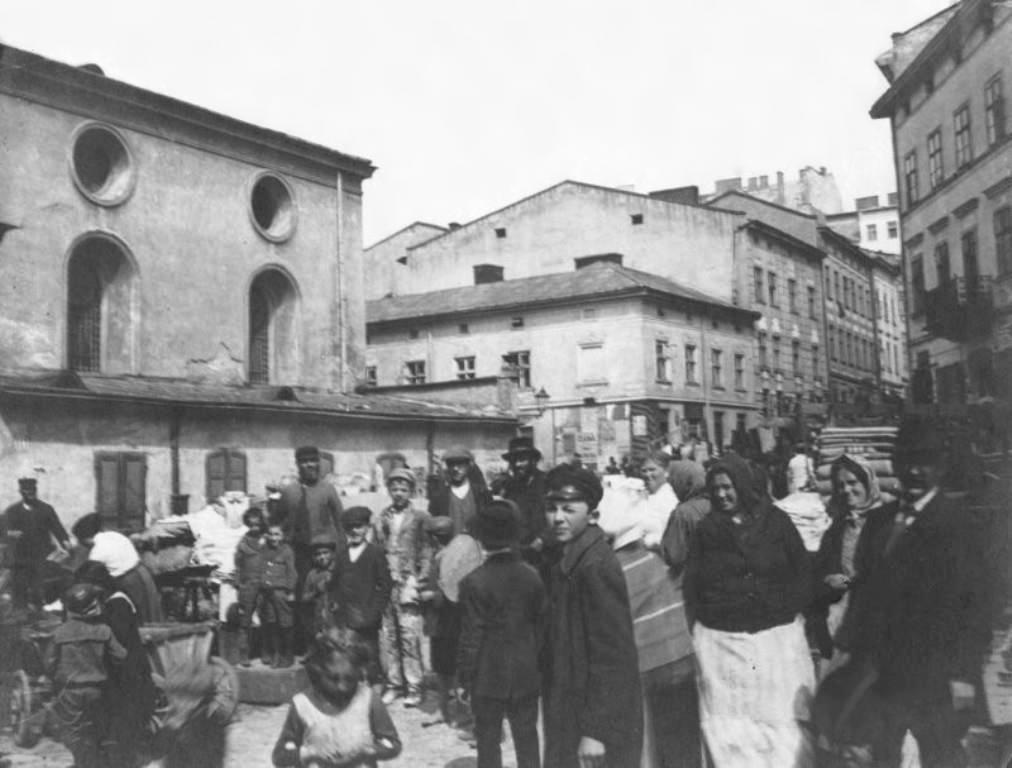